# The Sequence (groupe)
Pour les articles homonymes, voir Séquence.
Pour le jeu vidéo, voir The Sequence.
The Sequence est un trio féminin américain, originaire de Columbia, en Caroline du Sud, formé en 1979. Signé sur le label Sugar Hill Records à la fin des années 1970 et au début des années 1980, il est considéré comme le premier trio hip-hop féminin. La formation est composée de trois amies du lycée, Cheryl Cook, connue sous le nom de « Cheryl The Pearl », Gwendolyn Chisolm, surnommée « Blondy », et la chanteuse et rappeuse Angie Stone, connue alors sous le pseudonyme d'Angie B.

## Historique
Les trois chanteuses font connaissance à la C.A. Johnson High School où elles sont toutes pom-pom girl. Elles sont fans des artistes funk comme Rick James, James Brown, Larry Graham et les musiciens de l'univers Parliament-Funkadelic, jusqu'à leur découverte du hip-hop par l'intermédiaire des disques du Fatback Band et du Sugarhill Gang. Le trio se fait remarquer lors d'un passage du Sugarhill Gang en Caroline du Sud, se précipitant dans les coulisses pour y rencontrer la productrice Sylvia Robinson et chanter pour celle-ci, qui les engage aussitôt,.
Funk You Up, sorti en décembre 1979, est leur premier single, et aussi le plus remarquable. Le morceau mélange chanson et rap. L'expression "Funk You Up!" est une acclamation qu'elles utilisaient lorsqu'elles étaient pom-pom girl, et la ligne de basse est écrite en cinq secondes par Doug Wimbish. Il s'agit du premier disque de rap sorti par un groupe féminin et le deuxième single sorti par Sugar Hill Records. C'est également du premier single interprété par un groupe de rap originaire du sud des États-Unis, et seulement le 3e disque de rap classé dans le Top 50 des Hot Soul Singles du magazine Billboard. Des éléments de Funk You Up seront ensuite samplés par Dr. Dre pour son single de 1995 Keep Their Heads Ringin'.
Le trio accompagne ensuite Spoonie Gee sur le single Monster Jam (1980). Leur single Funky Sound (Tear the Roof Off) (1981) est une adaptation du titre Give Up the Funk (Tear the Roof Off the Sucker) de Parliament. L'autre single à succès du groupe est I Don't Need Your Love (Part One) (1982). Sans se séparer officiellement, The Sequence cesse son activité en 1985, mais les trois membres restent amies. Angie Stone travaille ensuite avec Mantronix avant de devenir membre de Vertical Hold, puis d'entamer une brillante carrière solo. Cheryl Cook reste un moment dans la maison de disques où elle écrit des chansons pour les groupes comme Sugarhill Gang ou West Street Mob.
En septembre 2011, sans Angie Stone, Cheryl Cook et Gwendolyn Chisolm sortent un single intitulé On Our Way to the Movies, qui contient un sample de la chanson Let's Do It Again des Staple Singers.
Sugar Hill Records conserve pendant plus de 30 ans les droits sur les chansons du trio, qui ne les récupère qu'en novembre 2016. En décembre 2017, The Sequence, représenté par l'avocat Antavius Weems, dépose une plainte fédérale contre Bruno Mars pour atteinte au droit d'auteur, affirmant que sa chanson à succès Uptown Funk utilise leur hit des années 1970, Funk You Up, sans autorisation.

## Héritage
Des extraits du single Funk You Up sont samplés notamment par les artistes suivants :
- Boogie Down Productions sur Jimmy dans l'album By All Means Necessary (1988)
- De La Soul sur This Is a Recording 4 Living in a Fulltime Era (L.I.F.E.), album 3 Feet High and Rising (1989)
- Ice Cube sur Make It Ruff, Make It Smooth (featuring K-Dee), album Lethal Injection (1993)
- Dr. Dre sur Keep Their Heads Ringin', sur la bande originale du film Friday (1995)[6]
- En Vogue sur le remix de Whatever (featuring Ol' Dirty Bastard, 1997)
- Kurupt sur It's a Set Up, album Kuruption! (1998)
- Tha Dogg Pound sur Don't Stop, Keep Goin (featuring Nas), sur la compilation The Last of Tha Pound (2004)

En 2003, Erykah Badu interprète une semi-reprise de Funk You Up, intitulée Love of My Life Worldwide, sur l'album Worldwide Underground. Celle-ci contient aussi les voix d'Angie B, Queen Latifah et Bahamadia.
En 2022, Katy Perry utilise la chanson dans une publicité pour Just Eat.

## Discographie

### Albums
- 1980 : Sugarhill Presents the Sequence, Sugar Hill
- 1982 : The Sequence, Sugar Hill - no 51 dans le Top R&B Albums
- 1983 :  The Sequence Party, Sugar Hill

### Compilations
- 1995 : Funky Sound, P-Vine
- 1996 : The Best of the Sequence, Deep Beats
- 2000 : Monster Jam: Back to Old School, Vol. 2, Sequel

### Singles
- 1979 : Funk You Up, Sugar Hill – no 15 dans le classement Hot Soul Singles
- 1980 :
  - Monster Jam, Sugar Hill – avec Spoonie Gee
  - And You Know That, Sugar Hill
- 1981 : Funky Sound (Tear The Roof Off), Sugar Hill – no 39 Hot Soul Singles
- 1982 :
  - Simon Says, Sugar Hill
  - I Don't Need Your Love (Part One), Sugar Hill – no 40 Hot Soul Singles
  - Here Comes the Bride, Sugar Hill
  - Love Changes, Sugar Hill
- 1983 : I Just Want To Know, Sugar Hill
- 1984 : Funk You Up '85, Sugar Hill
- 1985 : Control, Sugar Hill
- 2011 : On Our Way to the Movies, Distrophonix